# غاريت غيلبرت
غاريت غيلبرت (بالإنجليزية: Garrett Gilbert)‏ هو لاعب كرة قدم أمريكية أمريكي، ولد في 1 يوليو 1991 في بوفالو في الولايات المتحدة.

## وصلات خارجية
- غاريت غيلبرت على موقع مرجع كرة القدم المحترفة.كوم (الإنجليزية)